# Foucherans (Doubs)
Foucherans è un comune francese di 458 abitanti situato nel dipartimento del Doubs nella regione della Borgogna-Franca Contea.

## Società

### Evoluzione demografica
Abitanti censiti